# Akiyama Masanosuke

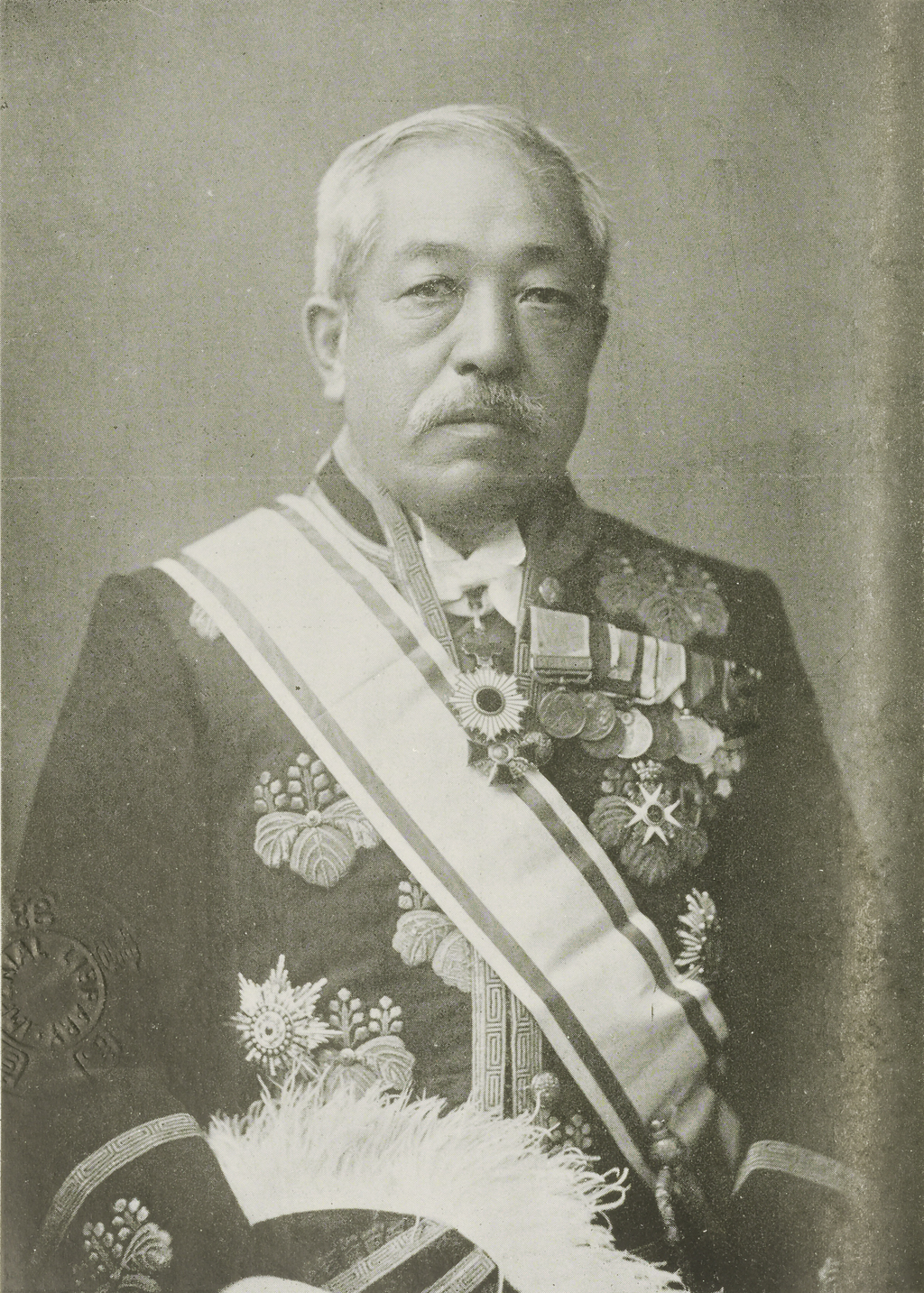
Akiyama Masanosuke

Akiyama Masanosuke (jap. 秋山 雅之介; * 9. März 1866greg./23.1.Keiō 2zeitgenössisch in Hiroshima; † 11. April 1937) war ein japanischer Diplomat und Jurist.

## Leben
Akiyama Masanosuke war der Sohn von Akiyama Shuichi, einem einfachen Soldaten im Fürstentum/-han Hiroshima (seit 1871 Präfektur/-ken Hiroshima) des Asano-Klans. Er absolvierte ein Studium an der Rechtswissenschaftlichen Fakultät der Kaiserlichen Universität Tokio und trat 1890 in den Dienst des Außenministeriums ein. Nach Verwendungen an den Gesandtschaften im Vereinigten Königreich sowie im Russischen Kaiserreich arbeitete er als Dozent an der Fachschule Tokio (Tōkyō semmon gakkō) sowie an der Tokioter Schule für Japanisches und Französisches Recht. 1896 besuchte er als Sonder-Unterhändler auf dem Geschützten Kreuzer Naniwa die neugegründete Republik Hawaii, nachdem zuvor zahlreiche einwandernde japanische Arbeitnehmer zurückgewiesen wurden. Er erklärte, dass die Zurückweisung der japanischen Gastarbeiter gegen den Vertrag von 1871 zwischen dem Königreich Hawaiʻi und Japan verstoßen würde. Er sprach sich für eine weitere Untersuchung der Angelegenheit aus und deutete an, dass seine Untersuchung Entschädigungsansprüche auslösen könnte. 1897 wurde er zum Botschaftsrat im Außenministerium ernannt.
Zu Beginn des Russisch-Japanischen Krieges 1904 wurde Akiyama Masanosuke Rat (sanjikan) im Heeresministerium (Rikugun-shō) sowie im Legislativbüro des Kabinetts (Naikaku hōseikyoku), für das er 1906 an der Überarbeitung der Ersten Genfer Konvention des Internationalen Roten Kreuzes teilnahm. Für seine Verdienste wurde ihm 1906 sowohl der Orden der Aufgehenden Sonne (Kyokujitsushō) als auch die Militärische Ehrenmedaille (jugun kisho) verliehen. Danach war er Rat im Amt des Generalresidenten von Korea Terauchi Masatake, der ab August 1910 erster Generalgouverneur Koreas wurde. Am 8. Januar 1912 wurde er des Weiteren mit der Siegesmedaille (Senshō kinshō) ausgezeichnet. Zuletzt fungierte er zwischen 1916 und 1917 als Leiter des Büros für Rechtsangelegenheiten im Amt des Generalgouverneurs von Korea und wurde 1917 Ziviler Kommissar und Gouverneur der japanischen Kolonie Qingdao.
Nach Rückgabe von Qingdao an die Republik China am 10. Dezember 1922 übernahm Akiyama Masanosuke das Amt als Kanzler der Hōsei-Universität, deren Rektor er zwischen 1931 und 1934 war. 1933 wurde er zudem Präsident dieser 1880 gegründeten Universität für Rechts- und Staatslehre und war außerdem Dekan der Kaiserlichen Hochschule für Frauen, aus der 1949 die Sagami-Frauenuniversität hervorging.

## Hintergrundliteratur
- Hui-Min Lo (Herausgeber): The Correspondence of G. E. Morrison 1912–1920, S. 641 u. a., Cambridge University Press, 1978, ISBN 0-5212-1561-7
- Marc Andre Matten: Imagining a Postnational World: Hegemony and Space in Modern China, S. 95, BRILL, 2016, ISBN 9-0043-2715-0
- Nianshen Song: Making Borders in Modern East Asia: The Tumen River Demarcation, 1881–1919, S. 158, Cambridge University Press, 2018, ISBN 1-3168-0555-7